# Anthonie Waldorp
Anthonie Waldorp ou Antoine de Saaijer Waldorp né le 28 mars 1803 à La Haye au palais Royal Huis ten Bosch et mort le 12 octobre 1866 à Amsterdam, est un peintre hollandais célèbre pour ses représentations du monde de la mer. 
Il est l'un des précurseurs de l'École de La Haye.

## Biographie

### Famille
Il est le fils d'Abel de Saaijer Waldorp et de Jacomina Goodee et le petit fils du peintre Jan Gerard Waldorp (1740-1808), surintendant de la Galerie nationale d'art d'Amsterdam. Le 25 février 1824, il épouse Johanna Sophia Waldorp van Hove dont il aura trois enfants qui sont Jan Abel Adrian Waldorp (1824-1883) ingénieur hydraulicien, Jacomina Maria Waldorp et Johanna Sophia Waldorp. Cette dernière épousera le peintre Lodewijk ten Kate (1810-1889).

### Vie et travail
Peu après sa 23e année, il se destine à la peinture. Il est l'élève du peintre Joannes Brekenheimer jr. (1772-1856). Il commence à peindre dans le style de son grand-père puis fait des scènes domestiques, des décors intérieurs et des portraits (gens en costume XVIIe siècle). Il opte ensuite pour le genre marine, ce qui lui vaudra sa notoriété internationale et de substantiels gains. 
En 1833, avec le peintre Wijnand Nuijen (1812-1839) il voyage à travers la Belgique, la France et l'Allemagne. Les rois de ces trois pays achètent de ses œuvres, notamment le roi de Prusse qui en paye une 6 000 florins. Il expose de temps en temps au Salon de Paris. 
À l'Exposition universelle de 1855, il expose Port hollandais et Eau calme. Jusqu'en 1857, il habite La Haye (Princessegracht, no 87), puis il se fixe à Amsterdam où il intègre ce qui deviendra l'Académie royale des beaux-arts d'Amsterdam. 
À l'Exposition universelle de 1867, il est présent à titre posthume avec Vue de Delft et Marine. Une Waldorpstraat (rue Waldorp) existe à La Haye. 

## Distinctions
- Chevalier de l'ordre de Léopold (Belgique, 1er décembre 1845)[1].
- Chevalier de l'Ordre du Lion néerlandais (Pays-Bas, 1847).
- Chevalier de l'Ordre de la Couronne de chêne (Luxembourg, 1849).

## Œuvres

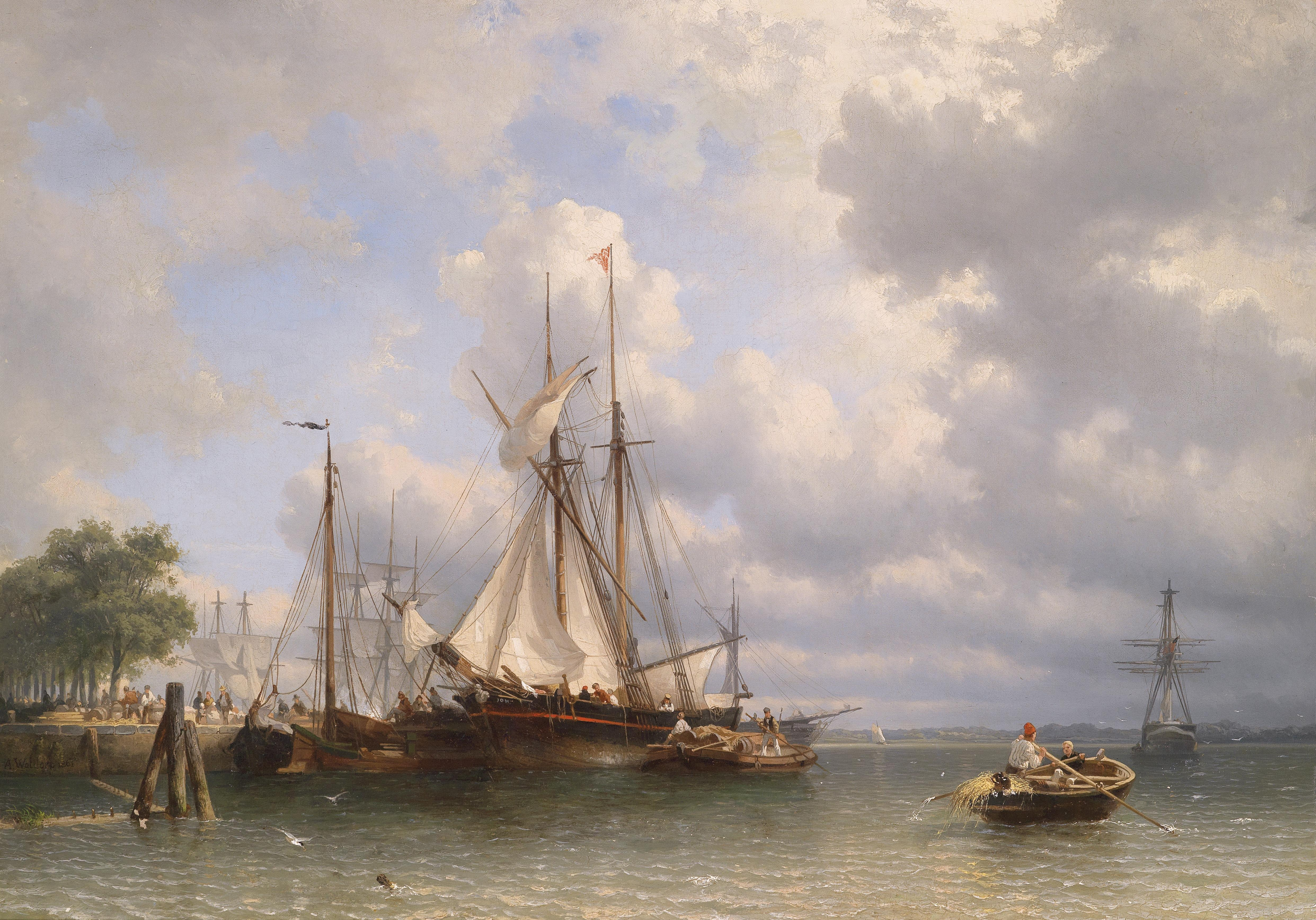
Anthonie Waldorp, Voiliers dans le port, 1862

- Voiliers dans le port (1862).
- Dunes de Hollande.
- Mer houleuse dans le Zuidersee.
- Le Canal de village.